# Pic Diamond (Oregon)
Vous lisez un « bon article » labellisé en 2013.
Pour les articles homonymes, voir Pic Diamond.
Le pic Diamond, en anglais : Diamond Peak, est un volcan éteint s'élevant à 2 665 mètres d'altitude dans la chaîne des Cascades, au centre de l'Oregon dans le Nord-Ouest des États-Unis. Il se trouve près du col Willamette, dans la réserve intégrale Diamond Peak, à cheval sur les forêts nationales de Willamette et de Deschutes. Ces aires protégées conservent notamment la faune et la flore, cette dernière étant caractérisée par de vastes forêts de conifères. La montagne est un volcan bouclier composé d'andésite basaltique qui a cessé d'être actif depuis plusieurs dizaines de milliers d'années. Il a ensuite connu une érosion sensible au cours de la dernière glaciation, il y a 11 000 ans. Celle-ci a laissé quelques cirques et lacs glaciaires sur ses versants et des glaciers dont subsistent, depuis le XXe siècle, uniquement des névés alimentés par les importantes chutes de neige. Le sommet est découvert puis gravi, en 1852, en compagnie de William Macy, par le pionnier John Diamond qui lui donne son nom. Depuis, de nombreux sentiers de randonnée sillonnent la montagne et plusieurs itinéraires, praticables à pied comme en ski de montagne ou en raquettes, permettent d'accéder au sommet.

## Toponymie
La montagne a été baptisée en l'honneur du pionnier John Diamond, installé dans les environs de Coburg en septembre 1847, juste au nord d'Eugene, à l'occasion de sa première ascension du sommet en compagnie de William Macy en juillet 1852,.

## Géographie

### Situation
Le pic Diamond est situé dans le Nord-Ouest des États-Unis, près du centre de l'État de l'Oregon, sur la limite entre les comtés de Klamath à l'est et de Lane à l'ouest,. Il s'élève à respectivement 35 et 100 kilomètres au sud-est d'Oakridge et d'Eugene mais également à 90 kilomètres au sud-ouest de Bend, tandis que Portland est à environ 220 kilomètres au nord-nord-ouest. Les côtes de l'océan Pacifique se trouvent à 170 kilomètres à l'ouest. Le volcan le plus proche est le pic Maiden à 20 kilomètres au nord-est mais le sommet plus élevé le plus proche est le mont Thielsen, à 41 kilomètres au sud. Il est visible depuis le mont Jefferson au nord jusqu'au mont McLoughlin au sud. Ces sommets font partie de la chaîne des Cascades.

### Topographie

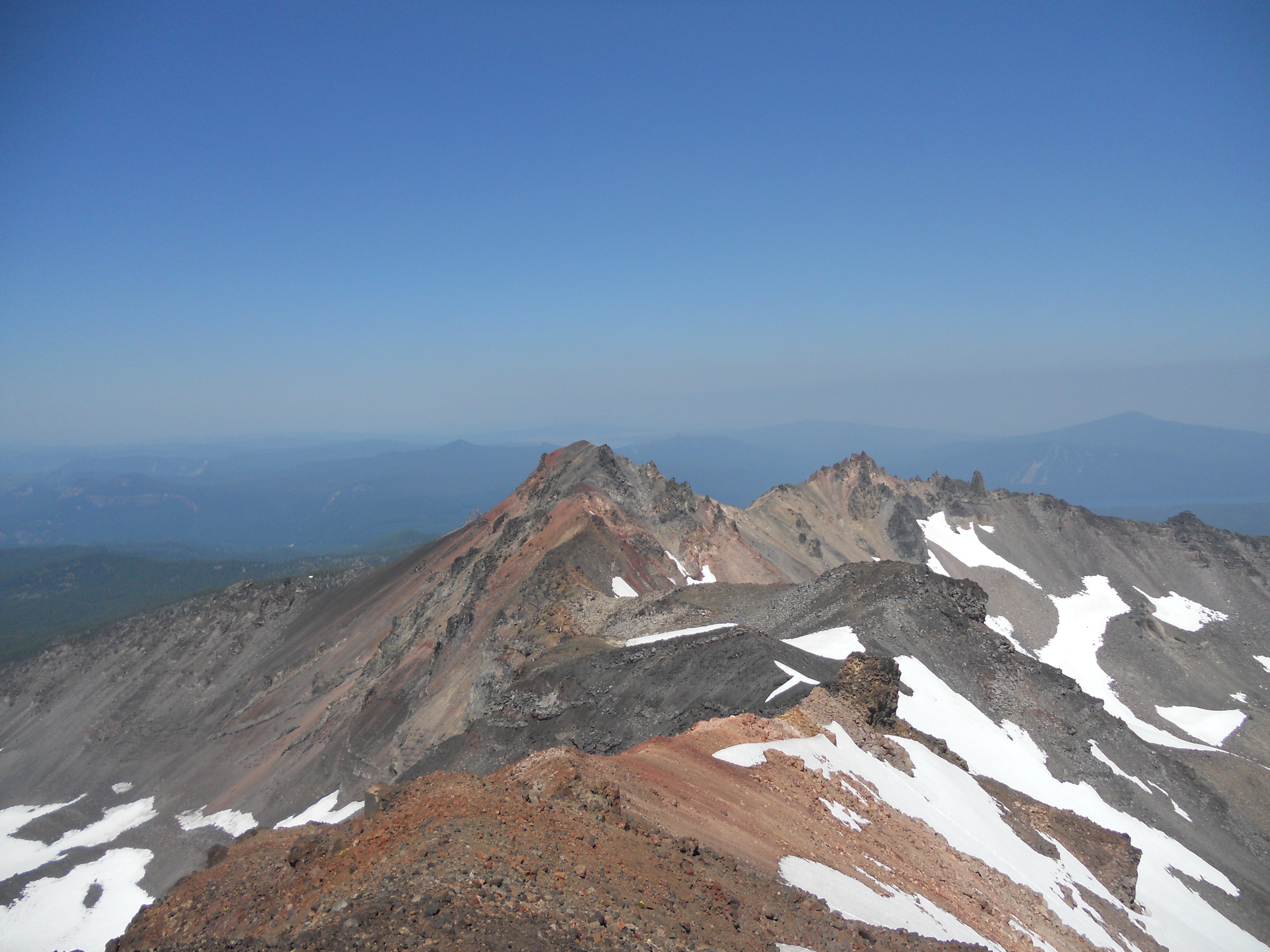
Vue depuis le sommet du pic Diamond vers le nord.

Le pic Diamond est un volcan éteint. Il culmine à 2 665 mètres d'altitude. Il possède plusieurs cirques résultant de son érosion glaciaire prononcée sur ses versants nord-ouest, nord-est et sud-est ayant effacé toute trace de cratère,. Pour cette raison, il fait partie des sommets des High Cascades de l'Oregon qualifiés de « Matterhorns », en référence au nom allemand du Cervin, tout comme le mont Thielsen, le mont Washington, le Three Fingered Jack et le mont Bailey. La hauteur de culminance du pic Diamond est de 946 mètres par rapport au col Emigrant, à 1 719 mètres d'altitude au sud du sommet,, ce qui en fait le seizième de l'État. Son arête septentrionale se prolonge à moins de cinq kilomètres au nord par le mont Yoran, à 2 164 mètres d'altitude, un neck sensiblement plus ancien et plus érodé que le pic Diamond,. Ce dernier se prolonge à l'ouest par la montagne Bear.

### Hydrographie

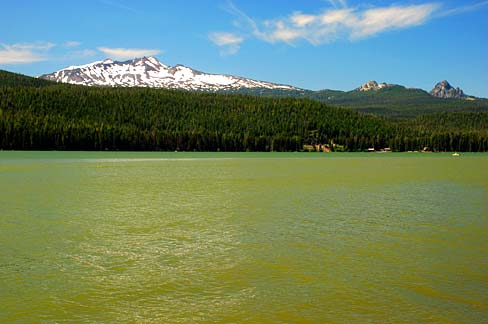
Vue du pic Diamond et du mont Yoran depuis le lac Odell au nord-est.

Le versant occidental du pic Diamond appartient au bassin de la Willamette et plus précisément de la rivière Middle Fork Willamette, par le biais du ruisseau Swift et de son affluent le ruisseau Bear sur sa face nord-ouest, ainsi que des ruisseaux Scout et Emigrant sur sa face sud-ouest. Le versant oriental donne naissance au ruisseau Mountain au sud-est qui alimente le lac Crescent et, plus bas au nord-est, au ruisseau Trapper qui se jette dans le lac Odell. Ces deux étendues d'eau, tout comme le lac Summit au sud du pic Diamond, font partie du bassin de la rivière Deschutes. La montagne abrite de nombreux autres lacs glaciaires en altitude,, dont la taille ne dépasse pas quelques centaines de mètres de longueur, dont notamment les lacs Marie au sud, Corrigan, Blue et Happy à l'ouest, Yoran, Karen, Timberline et Bonnie au nord-est, ou encore Effie au sud-est. Des névés sont présents sur le versant septentrional de la montagne. Ils constituaient encore des glaciers il y a moins de cent ans,.

### Géologie

Schéma de la zone tectonique de la chaîne des Cascades.

L'arc volcanique des Cascades apparaît à l'aplomb de Cascadia, une zone de subduction formée 36 millions d'années BP par l'enfoncement d'un reliquat de la plaque Farallon, la plaque Juan de Fuca sous la plaque nord-américaine. L'activité volcanique diminue, entre 17 et 12 millions d'années BP, au cours du Miocène. Toutefois, avec la séparation simultanée de la plaque Explorer et l'épaississement de la zone de subduction, l'angle du plan de Wadati-Benioff augmente. Les frictions deviennent plus intenses, le relief s'accroît et le volcanisme reprend entre 7 et 5 millions d'années BP, au début du Pliocène,. Si le volcanisme apparaît dans la zone entre 0,52 et 0,33 million d'années BP au mont Yoran et entre 0,73 et 0,25 million d'années BP à la montagne Lakeview, le pic Diamond naît moins de 100 000 ans BP,.
Il présente une composition d'andésite basaltique qui lui vaut d'être considéré comme un volcan bouclier,. Le volume du pic Diamond, constitué par un empilement de cendre et de scories formant localement de la palagonite et surmonté par des coulées de lave, est estimé à 15 km3,. Ses versants ont été sensiblement érodés par les glaciers présents jusqu'à la fin du petit âge glaciaire, au début du XXe siècle,.

### Climat
Le pic Diamond se situe sur la crête principale des High Cascades et agit comme une barrière face aux vents dominants d'ouest venant de l'océan Pacifique. Il reçoit de ce fait une importante quantité de précipitations qui se produisent sous forme de neige en hiver. La station de Cascade Summit, qui a fonctionné entre 1927 et 1947 à 1 550 mètres d'altitude sur la rive nord-ouest du lac Odell, a enregistré plus de sept mètres de neige en moyenne par an, avec des chutes allant de septembre à juin. Elle perdure au sol parfois jusqu'au milieu de l'été au sommet du pic Diamond et de novembre à mai à Cascade Summit avec une épaisseur maximum d'un mètre et demi en février. Les moyennes pluviométriques annuelles chutent sur les piémonts orientaux de la chaîne par le phénomène d'ombre pluviométrique. Les étés sont frais et les hivers très humides. Quelques influences continentales se font sentir, accentuant les variations saisonnières.

### Faune et flore

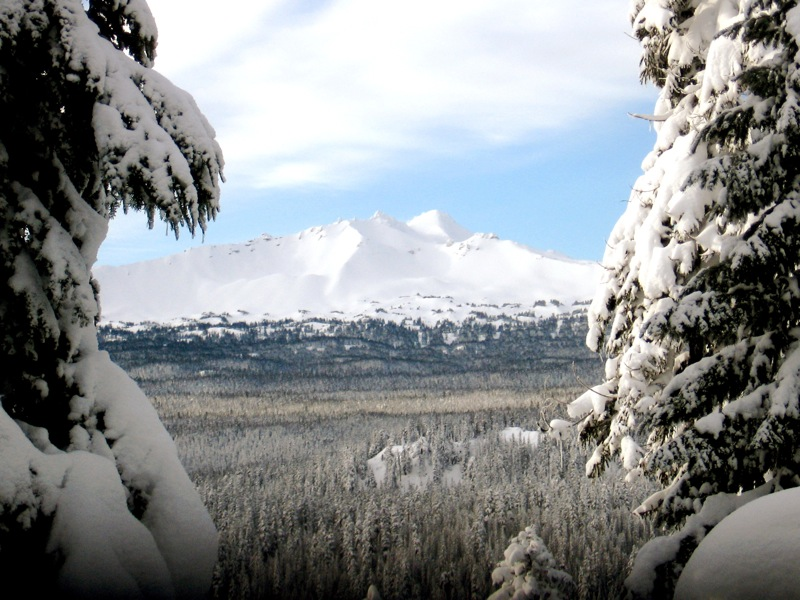
Vue du pic Diamond enneigé en janvier depuis le nord-est, avec la limite des arbres bien marquée.

Le pic Diamond fait partie de l'écorégion des étages alpin et subalpin des Cascades qui correspond aux plus hauts sommets volcaniques enneigés de la chaîne s'élevant au-delà de 2 000 mètres d'altitude, au-dessus des prairies d'altitude ; c'est aussi l'écorégion des torrents, des cirques et des lacs glaciaires. Les glaciations du Pléistocène ont fortement remodelé le paysage et ont laissé des moraines et des vallées « en U ». La végétation est adaptée à ces conditions d'altitude, de froid et de neige. Quelques spécimens de Pruche subalpine (Tsuga mertensiana), de Sapin subalpin (Abies lasiocarpa) et de Pin à écorce blanche (Pinus albicaulis) parsèment les prairies subalpines composées de plantes herbacées et de buissons au niveau de la limite des arbres,, située au-delà de 2 100 mètres,,. Un peu plus bas se rencontrent le Pin tordu (Pinus contorta), le Sapin noble (Abies procera), le Sapin blanc (Abies alba) et le Pin argenté (Pinus monticola). Carex breweri, Carex heteroneura var. chalciolepis, Carex nigra et Aster alpinus peuplent les tourbières,. Les lupins,, les lys, les asters, les phlox, les rhododendrons, les digitales, les mimules, les penstemons et les castilléjies représentent l'essentiel des plantes à fleurs. Au-delà, la roche et les névés sont très présents,.
Parmi les mammifères présents au pic Diamond figurent l'Ours noir (Ursus americanus), le puma (Puma concolor), le Renard roux (Vulpes vulpes), le Lièvre d'Amérique (Lepus americanus), la Martre d'Amérique (Martes americana), la Marmotte des Rocheuses (Marmota caligata) ou encore l'Écureuil roux (Sciurus vulgaris),. Le Wapiti de Roosevelt (Cervus canadensis roosevelti), le Cerf à queue noire (Odocoileus hemionus columbianus) et le Cerf mulet des montagnes Rocheuses (Odocoileus hemionus hemionus) se rencontrent également à la belle saison. Si ce dernier migre vers les déserts de l'Est de l'Oregon en hiver, les précédents descendent vers l'ouest,. Les oiseaux les plus répandus sont le Grand Corbeau (Corvus corax), le Cassenoix d'Amérique (Nucifraga columbiana), la sous-espèce Perisoreus canadensis obscurus de Mésangeai du Canada, endémique de l'Oregon, et le Cincle d'Amérique (Cinclus mexicanus). Les principaux lacs qui entourent le pic Diamond sont peuplés de l'Omble de fontaine (Salvelinus fontinalis) et de la Truite arc-en-ciel (Oncorhynchus mykiss).

## Histoire

### Histoire éruptive
L'âge du volcan n'est pas connu avec précision. Il est sans conteste plus ancien que la dernière glaciation, qui s'est terminée vers 11 000 BP, mais a vraisemblablement moins de 100 000 ans,. Sa première phase éruptive se déroule au niveau de son pic septentrional et émet une coulée de lave qui comble la vallée de Pioneer Gulch au sud-ouest. L'activité se déplace ensuite rapidement vers un cône satellite au sud, qui deviendra le pic principal,. Avec le temps, la lave se fait plus siliceuse et donc moins effusive mais toujours riche en olivine,.

### Histoire humaine

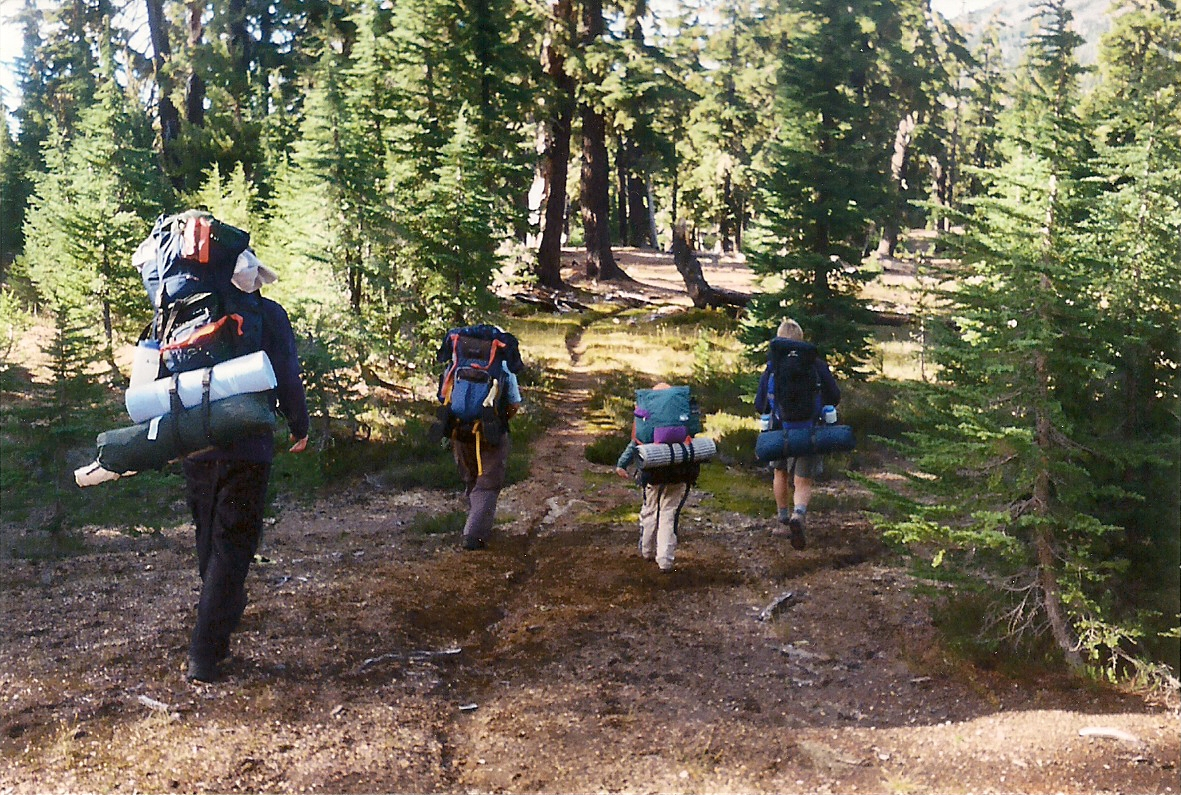
Randonneurs suivant les ornières creusées par la Free Emigrant Road près du pic Diamond à l'occasion du de son ouverture.

Le premier Occidental à découvrir la montagne est John Diamond à l'occasion de son exploration de la région, en 1848, quelques mois après s'être installé en Oregon. Il réalise, avec William Macy, la première ascension du pic Diamond en juillet 1852, ce qui en fait le premier sommet de la chaîne des Cascades à être atteint, un an avant celui du mont Saint Helens, dont l'ascension marque le début de l'âge d'or de l'alpinisme dans les High Cascades. Les deux hommes mènent une étude préliminaire au sein d'une équipe connue sous le nom de « Road Viewers » (littéralement les « visionneurs de route »). Ils gravissent le sommet dans le but de dresser les plans d'une piste. Celle-ci est achevée fin septembre 1853 et, quelques jours plus tard, devient fameuse sous le nom de Free Emigrant Road (« route de l'émigrant libre »), avec l'arrivée sur les bords de la rivière Deschutes, à l'actuelle ville de Bend, de 1 027 hommes et femmes à bord de 250 chariots à bâche. Ces émigrants, désormais connus en tant que « convoi perdu de 1853 », suivent alors un certain Elijah Elliott à travers la partie centrale désertique de l'Oregon, ce qui vaudra à la piste d'être renommée Elliott Cutoff (le « raccourci d'Elliott »). Étant située trente kilomètres en amont de la Deschutes, ils mettent du temps à la repérer mais elle les mène finalement au lac Summit, au sud du sommet, avant qu'ils franchissent le col Emigrant vers le versant de la Middle Fork Willamette River à l'ouest. À la mi-octobre, ils sont découverts par des colons de la haute vallée de la Willamette et une vaste opération de sauvetage se met en place afin d'aider les émigrants à atteindre les colonies de peuplement avant l'hiver. Par la même occasion, ils contribuent à doubler la population du comté de Lane. En 1854, William Macy dirige lui-même un convoi de 121 chariots par l'itinéraire choisi par Elliott. En juillet 1865, William Holden Odell et B.J. Pengra ont la responsabilité de reconnaître la région du pic Diamond en vue de la construction d'une route militaire adaptée au passage des chariots, l'Oregon Central Military Wagon Road, en direction de la Middle Fork Willamette River. Le 26 du mois, Odell découvre le lac qui porte son nom, au nord-est du sommet,,. La Free Emigrant Road est progressivement abandonnée dans les années 1860 au profit de la route militaire.

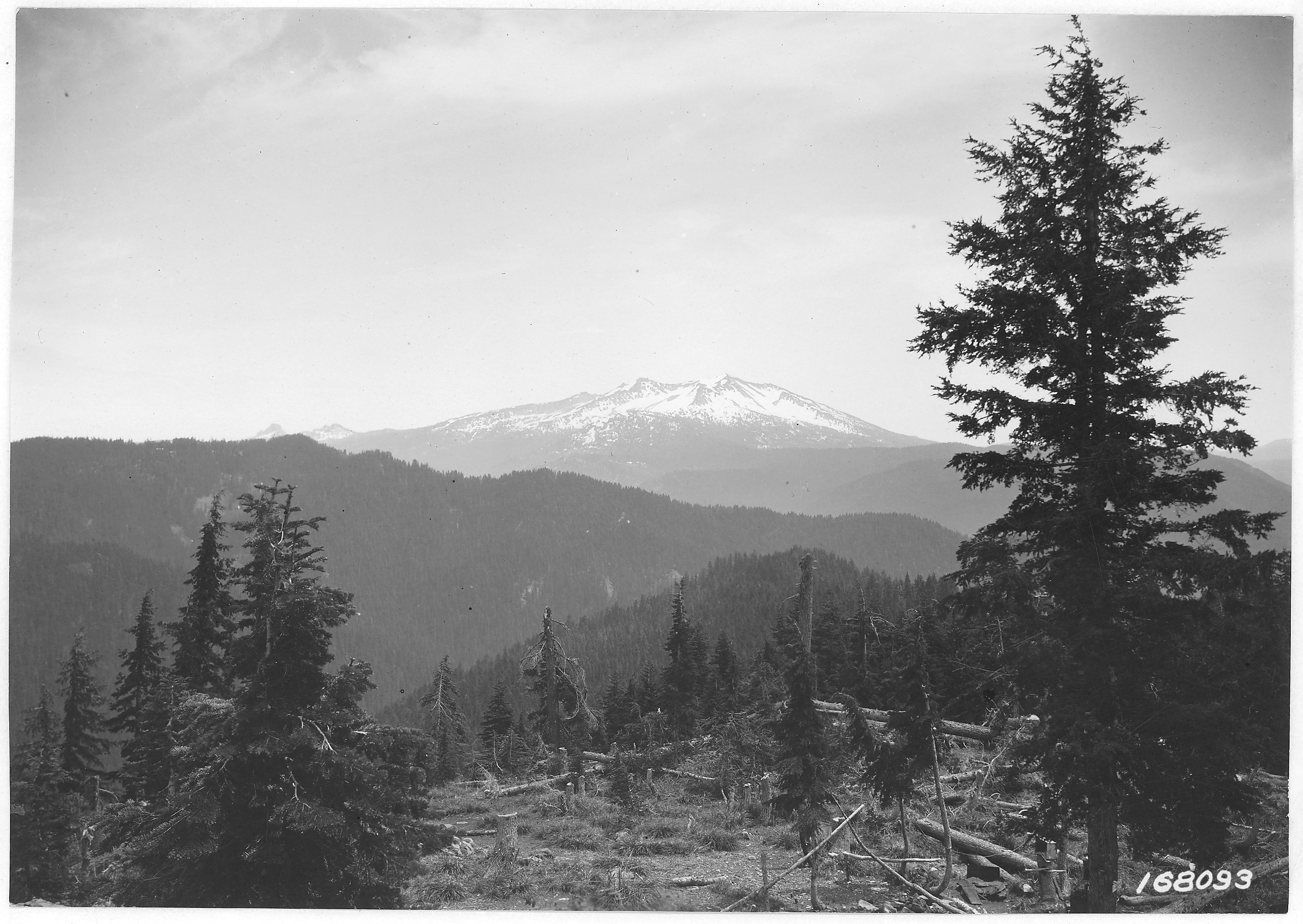
Vue depuis Logger Butte, au sud-ouest du pic Diamond, vers 1922.

À partir de 1883, une équipe de l'United States Geological Survey (littéralement l'« Institut d'études géologiques des États-Unis ») menée par J. S. Diller commence l'étude systématique des montagnes de la chaîne des Cascades, en les longeant par l'est et en réalisant des incursions vers chacun des sommets notables, y compris le pic Diamond dont il réalise à son tour l'ascension. Il y rapporte la présence de « glaciers d'une ampleur considérable »,. En 1938, Harry L. Clark et Kenneth N. Phillips confirment encore l'existence du glacier Diamond.
Le 5 février 1957, le pic Diamond fait l'objet d'un classement par le service des forêts du département de l'Agriculture des États-Unis en zone sauvage (wild area en anglais) sur une superficie de 148,3 km2,. Avec la ratification du Wilderness Act en 1964, elle intègre le National Wilderness Preservation System et elle est étendue,.

## Activités

### Randonnée

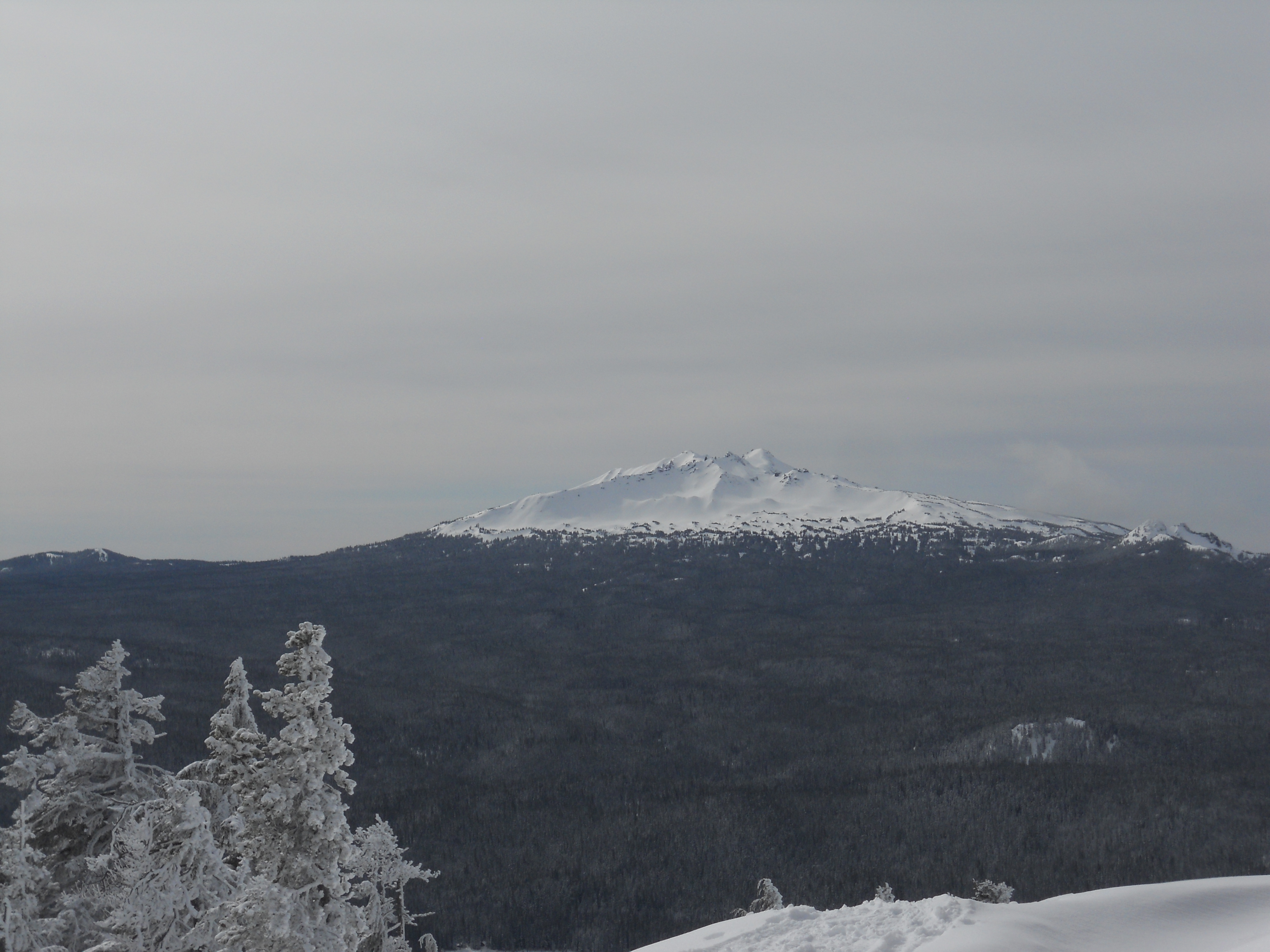
Vue du pic Diamond depuis la station de sports d'hiver du col Willamette.

Le pic Diamond est accessible essentiellement depuis la route 58, tandis qu'un dense réseau de routes forestières l'approche par l'ouest,. Il offre des aires de camping, au bord des lacs Marie, Divide ou Rockpile,. Il est arpenté du nord au sud, à hauteur approximative de la limite des arbres sur son versant oriental, par la piste du Pacific Crest Trail dont 23 kilomètres de sentiers traversent sa réserve intégrale,,. Le tronçon entre le col Willamette et le col Emigrant, considéré comme ardu, est nommé Shuttle Hike (littéralement « promenade de la navette ») et totalise 29 kilomètres, entre les altitudes de 1 550 et 2 160 mètres. D'autre part, plus de soixante kilomètres de sentiers sillonnent le versant occidental de la montagne, en particulier le Diamond Peak Trail qui s'étend sur seize kilomètres,.

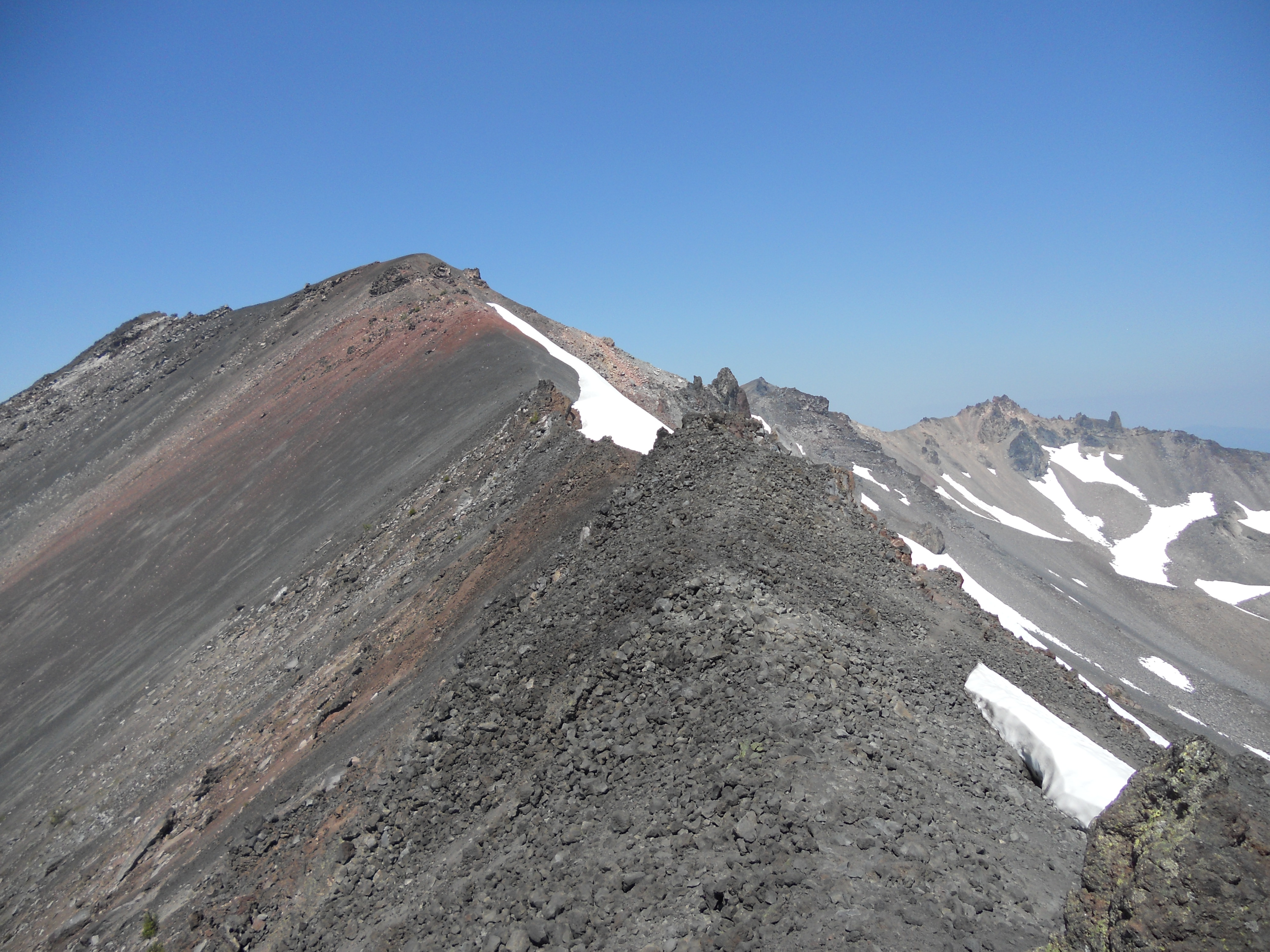
Vue depuis l'arête ouest vers le sommet.

Le sommet lui-même offre un remarquable panorama sur les alentours,. Les itinéraires démarrent pour la plupart entre 1 500 et 1 600 mètres d'altitude, impliquant un dénivelé d'à peine plus de 1 000 mètres. Le pic Diamond est généralement gravi par le sud ; son ascension est inférieure à dix kilomètres de longueur et ne présente aucune difficulté majeure, tout au plus le franchissement de quelques rochers,. L'ascension de l'arête sud peut être réalisée depuis le lac Marie. Dans ce cas, il est possible de redescendre dans le cirque au sud-est du sommet, pour une boucle de 18 kilomètres. L'approche la plus directe, en revanche, se fait par le lac Corrigan, sur le versant sud-ouest du sommet, puis en suivant l'arête ouest pour une ascension de 6,5 kilomètres. Il est possible de faire le chemin de retour par la même voie dans la même journée, y compris en hiver en ski de montagne, auquel cas l'enneigement nécessite de parcourir quelques kilomètres supplémentaires jusqu'au point de départ de la randonnée en aval du lac. Toutefois, au printemps, ce versant exposé à l'ensoleillement et aux vents dominants d'ouest perd rapidement son manteau neigeux. Il s'avère alors préférable de redescendre à ski par le cirque nord-ouest, même si celui-ci présente des pentes importantes et des corniches dans sa partie supérieure,. Dans ce cas, pour éviter le long retour jusqu'au lac Corrigan, une variante permet de démarrer la randonnée à Bear Mountain, à 1 800 mètres d'altitude, pour une boucle de 16 kilomètres. Le pic Diamond peut également être gravi depuis Hemlock Butte, au nord-ouest, soit par le cirque nord-ouest, soit par l'arête nord, pour des distances aller-retours respectives de 16 et 24 kilomètres. Cette même arête nord peut être escaladée depuis le col Willamette. Il s'agit de l'itinéraire le plus éprouvant, avec une distance totale de 34 kilomètres. La redescente peut être effectuée à ski par la face nord-est de la montagne en prenant gare aux risques d'avalanche. Il est en outre possible de pratiquer les raquettes en hiver et au printemps.

### Protection environnementale

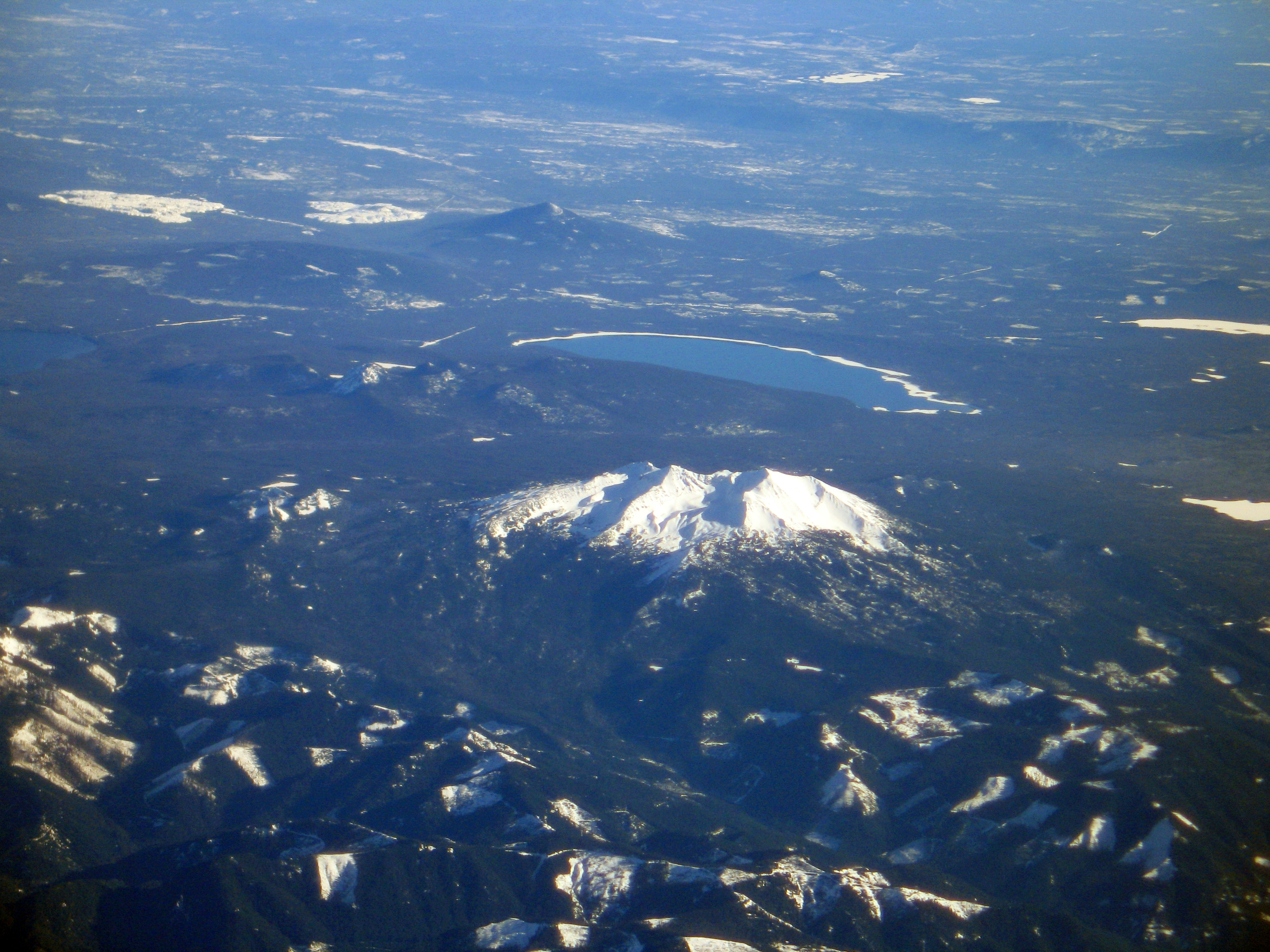
Vue aérienne du pic Diamond et du lac Crescent en direction de l'est.

Le pic Diamond est protégé depuis 1964 au sein de la réserve intégrale Diamond Peak qui s'étend sur 211,8 km2,,, depuis 1 460 mètres d'altitude jusqu'à la cime de la montagne,. La réserve a pour but de garantir la pureté de l'air et de l'eau, ainsi qu'un habitat préservé pour les plantes et les animaux rares et menacés. Elle autorise la pratique de la randonnée pédestre, du trekking, de l'escalade, du canoë-kayak, du rafting, de la randonnée équestre, de l'observation ornithologique ou encore de l'astronomie amateur mais interdit généralement tout type de véhicule à moteur et les groupes de plus de douze personnes. La réserve est gérée conjointement par les autorités de la forêt nationale de Willamette, sur le versant occidental du volcan appartenant au comté de Lane, qui a été créée en 1933 et couvre 6 790 km2, et par celles de la forêt nationale de Deschutes, sur son versant oriental appartenant au comté de Klamath, qui a été créée en 1908 et couvre 6 462 km2.